# 延禧駅
延禧駅（ヨンヒえき）は、かつて大韓民国ソウル特別市西大門区に存在した朝鮮総督府鉄道局新村連結線の鉄道駅である。

## 歴史
- 1930年12月15日 - 開業[1]。
- 1939年10月31日 - 廃止[2]。

## 隣の駅
朝鮮総督府鉄道局
新村連結線
西江駅 - 延禧駅 - 新村駅